# Araranguá (gemeente)
Araranguá is een gemeente in de Braziliaanse deelstaat Santa Catarina. De gemeente telt 67.110 inwoners (schatting 2017).

## Aangrenzende gemeenten
De gemeente grenst aan Balneário Arroio do Silva, Balneário Gaivota, Criciúma, Ermo, Içara, Maracajá, Meleiro, Sombrio en Turvo.

## Verkeer en vervoer
De plaats ligt aan de noord-zuidlopende weg BR-101 tussen Touros en São José do Norte. Daarnaast ligt ze aan de weg SC-447.

## Economie
De belangrijkste punten die de economie van Araranguá stimuleren zijn:
- Productie van rijst, bonen, tabak en rijst
- Productie van keramiek, meubels en textiel
- Toerisme